# Abaíra
Abaíra är en kommun i Brasilien.   Den ligger i delstaten Bahia, i den östra delen av landet, 700 km öster om huvudstaden Brasília. Antalet invånare är 8 324.
I omgivningarna runt Abaíra växer huvudsakligen savannskog. Runt Abaíra är det glesbefolkat, med 15 invånare per kvadratkilometer.